# Cryptocephalus bameuli
Cryptocephalus bameuli es una especie de insecto coleóptero de la familia Chrysomelidae.
Fue descrita científicamente en 1999 por Duhaldeborde.